# Hyuna
Kim Hyun-ah (Hangul: 김현아; n. 6 iunie 1992), cunoscută mai bine ca Hyuna, este o cântăreață sud-coreeană.

## Discografie

### Albume
| Titlu       | Detalii | Poziție maximă | Poziție maximă | Poziție maximă | Vânzări                          |
| Titlu       | Detalii | KOR            | JPN            | US             | Vânzări                          |
| ----------- | --- | -------------- | -------------- | -------------- | -------------------------------- |
| Bubble Pop! | - Limbă: Coreeană - Data publicației: 5 iulie 2011 - Casă de discuri: Cube Entertainment - Formate: CD, digital download                             | 1              | 7              | 13             | - KOR: 200,000+                  |
| Melting     | - Limbă: Coreeană - Data publicației: 21 octombrie 2012 - Casă de discuri: Cube Entertainment, Universal Music Group - Formate: CD, digital download | 1              | 5              | 17             | - KOR: 183,267+< - JPN: 168,977+ |
| A Talk      | - Limbă: Coreeană - Data publicației: 28 iulie 2014 - Casă de discuri: Cube Entertainment - Formate: CD, digital download                            | 1              | 3              | 12             | - KOR: 3,457,321                 |

### Single-uri
| An   | Titlu        | Poziție maximă | Poziție maximă | Album            |
| An   | Titlu        | KOR Gaon       | KOR Billboard  | Album            |
| ---- | ------------ | -------------- | -------------- | ---------------- |
| 2010 | Change       | 2              | 3              | Digital Download |
| 2011 | A Bitter Day | 10             | 9              | Bubble Pop!      |
| 2011 | Bubble Pop   | 3              | 2              | Bubble Pop!      |
| 2011 | Just Follow  | 20             | 21             | Bubble Pop!      |
| 2012 | Ice Cream    | 1              | 6              | Melting          |
| 2013 | My Color     | 15             | 22             | Digital Download |
| 2014 | Blacklist    | 17             | 70             | A Talk           |
| 2014 | RED          | 1              | 2              | A Talk           |
| 2015 | ROLL DEEP    | 3              | 2              | A+               |
| 2015 | Run & Run    | 90             | 92             | A+               |